# Polemoskop

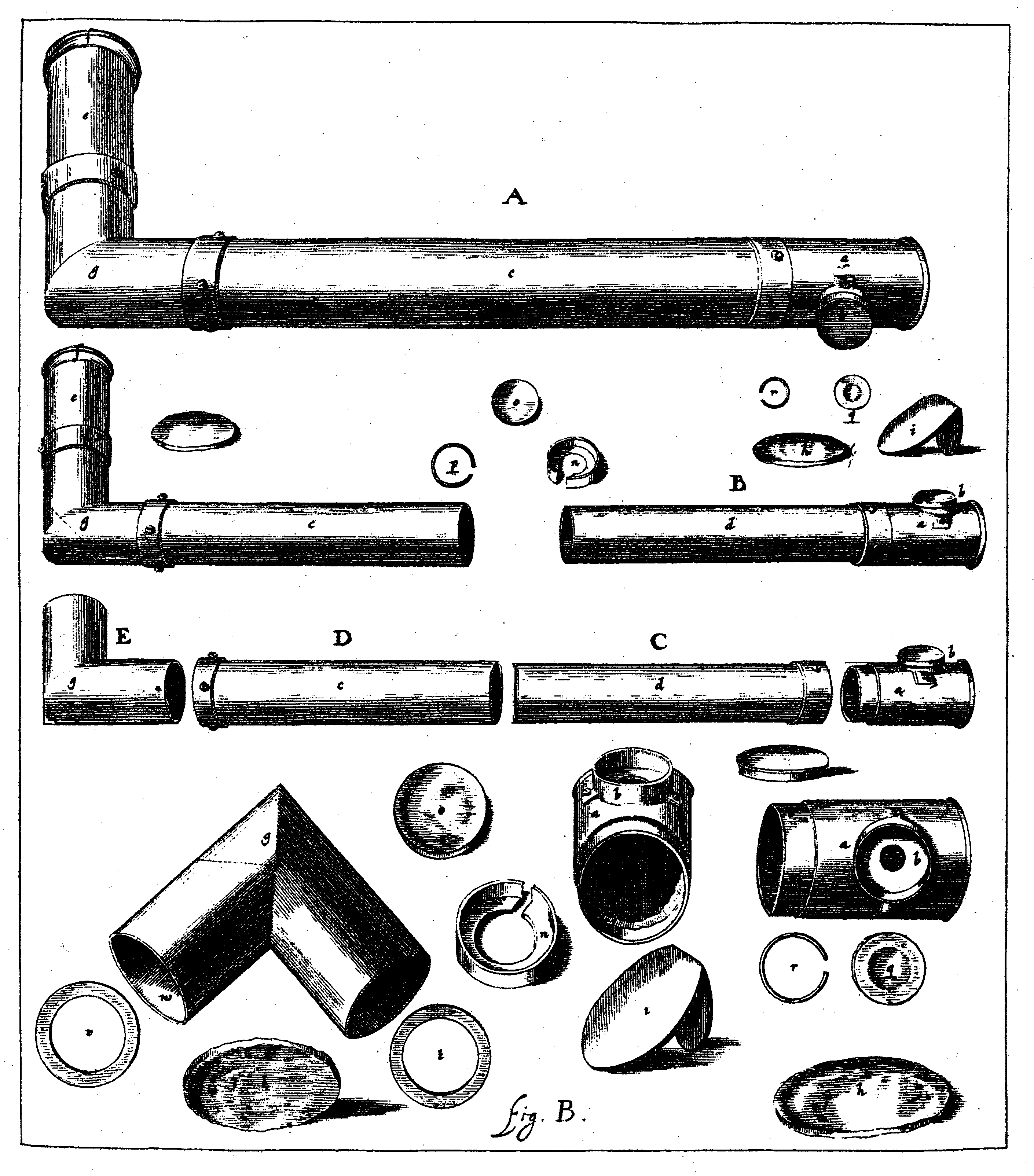
Rysunki polemoskopu z dzieła Jana Heweliusza "Selenographia sive lunae descriptio" 1647.

Polemoskop (łac. Polemoscopium) – urządzenie obserwacyjne wynalezione przez Jana Heweliusza w 1637 roku, uznawane za prototyp peryskopu używanego współcześnie na okrętach podwodnych.

## Historia
Heweliusz swój instrument skonstruował w roku 1637, a jego opis oraz techniczne rysunki zamieścił w dziele "Selenographia sive lunae descriptio" (pol. "Selenografia czyli opisanie księżyca") wydanym w Gdańsku w roku 1647 .
W 1668 roku Jan III Sobieski, jeszcze jako marszałek wielki koronny, gościł w obserwatorium astronoma i zamówił u niego zestaw instrumentów obserwacyjnych, w tym polemoskop, a także globus niebieski i ziemski, mikroskop oraz dwie lunety. Heweliusz, który praktyczne zastosowanie swojego wynalazku widział głównie na polu techniki militarnej, osobiście wykonał je dla przyszłego króla polskiego.
W XVII wieku polemoskop był używany do obserwacji pola bitwy zza przeszkód terenowych, uniemożliwiających wykrycie obserwatora lub jego zranienie pociskami oraz odłamkami. O zastosowaniu polemoskopu w czasie działań wojennych, którego nazwę tłumaczy jako "dalekowid polowy", wspomina Antoni Krasicki w swoim poemacie "Przypomnienia wojenne".